# 헤이시
헤이시 혹은 다이라씨(일본어: 平氏, へいし, たいらうじ)는 일본에서 황족이 신적강하(臣籍降下)하면서 자칭하게 된 우지(氏) 가운데 하나인 '다이라(平)'를 혼세(本姓)로 하는 씨족이다. 가바네(姓)는 아손(朝臣)이며, 집안의 문장은 아게하초(揚羽蝶), 린(鱗) 등이다.
일반적으로 가장 유명한 간무 헤이시(桓武平氏)를 포함한 4개의 유파가 있다.

## 개요
대표적인 가바네(姓)의 하나로 겐지(源氏) ・ 후지와라 우지(藤原氏) ・ 다치바나 우지(橘氏)와 함께 「겐페이도시쓰(源平藤橘)」(사성四姓)로 통칭된다.
헤이시로는 간무 천황에서 나온 간무 헤이시(桓武平氏), 닌묘 천황에서 나온 닌묘 헤이시(仁明平氏), 몬토쿠 천황에서 나온 몬토쿠 헤이시(文徳平氏), 고코 천황에서 나온 고코 헤이시(光孝平氏)의 네 파가 있지만, 후세까지 남은 대부분은 가즈라와라 친왕(葛原親王)의 후손인 간무 헤이시이며, 그 밖에 다카모치 왕(高望王)의 후손으로 무가(武家)로서 활약하게 되는 반도 헤이시(坂東平氏)가 알려졌을 뿐이다. 히타치 헤이시(常陸平氏)나 헤이시 정권을 세운 헤이케(平家, 다이라 씨 중에서도 다이라노 기요모리의 가문을 지칭) 이세 헤이시(伊勢平氏), 혹은 가마쿠라 막부의 싯켄 호조씨나 반도 하치 헤이시(坂東八平氏)도 모두 간무 헤이시의 자손이기 때문에, 일반적으로 다이라 씨라고 하면 간무 헤이시를 가리키는 경우가 많다. 또한 간무 헤이시에는 다카모치 왕 계통 말고도 요시무네 왕(善棟王) 계통과 다카무네 왕(高棟王) 계통이 있는데, 요시무네 왕의 후손으로 기록에 남은 자손은 없지만 다카무네 왕의 계통은 구게로서 교토에서 활약했다.

### 기원
흔히 간무 천황의 손자가 신적강하하면서 하사받은 것을 시작으로 한다. 최근의 연구에서는 1세 왕, 2세 왕은 미나모토(源), 3세 이하는 다이라(平)라는 성이 내려졌음이 판명되어 있다. '다이라(平)'라는 명칭의 유래에 대해서는 여러 설이 있지만 가장 유력한 것은 오타 아키라(太田亮)가 제창하여 후지키 구니히코(藤木邦彦)・사에키 아리키요(佐伯有清) 등이 발전시킨 것으로, 최초로 '다이라'라는 집안을 열었던 간무 헤이시의 선조 간무 천황이 지은 헤이안쿄를 기념하여 '헤이(平, 일본식 음독으로 다이라多比良)'라고 명명하게 되었다는 것이다.

### 헤이시의 거점에 대하여
일본 역사를 논할 때 일반적으로 '도고쿠(東國)의 겐지(源氏), 사이고쿠(西國)의 헤이시'라는 말이 통용되고 있긴 하지만, 도고쿠에 다이라 씨가 전혀 없었던 것은 아니며, 오히려 친왕임국이 몰려 있던 도고쿠야말로 헤이시 계통 무가들의 기반으로, 이미 다카모치 왕의 후손인 간무 헤이시가 처음 자리잡았던 땅 도고쿠는 자연스럽게 무가 헤이시의 본거지가 되었다. 즉 반도 헤이시의 일족 중에서 중앙 조정에 세력을 뻗쳐 사이고쿠에까지 헤이시 세력이 퍼져갔다고 보는 편이 적절하다.
간무 헤이시는 도고쿠의 친왕임국이었던 히타치국·가즈사국·시모쓰케국을 지배하며 사유화하였고, 이를 통해 헤이안 시대 말기의 헤이시 - 헤이케(平家) 대두의 기반을 쌓았다. 저명한 무가 헤이시 출신자로는 그 선조로서 가즈사노스케(上總介)를 지냈던 다이라노 다카모치(平高望)나, 간토 지방에서 독립 정권 수립을 시도하였으나 실패한 시모우사국의 다이라노 마사카도, 그 마사카도를 진압한 히타치국의 다이라노 사다모리 등이 알려져 있는데, 후대에 헤이시 정권을 세우며 중앙 정계에 대두한 다이라노 기요모리의 선조도 사다모리의 넷째 아들 고레히라의 자손이 이세국로 이주한 것이며, 이 헤이시 정권을 무너트린 미나모토노 요리토모를 지지한 싯켄 호조 씨나 반도 하치헤이 씨(坂東八平氏)도 마찬가지로 반도에 토착했던 다카모치 왕의 후손 간무 헤이시의 자손들이다. 이 때의 겐페이 전쟁을 '겐지와 헤이시'라고 하지 않고 '겐지와 헤이케'라고 불러서 구별하는 것은 이 때문이다.
결과적으로 호조씨나 반도 하치헤이시 등 도고쿠 무가 헤이시는 대부분 겐지 일문과 후지와라 씨 일문의 압박을 견디지 못하고 각 세력에 공순하여 가신이 되거나, 저항하여 토벌당하는 등 도고쿠 지방에서 화려한 성과를 거두지 못하였는데 반해, 이세 헤이시의 다이라노 기요모리는 일본의 서쪽 지역을 제패하고 중앙 정권을 좌우하였다. 이에 맞서 가와치 겐지의 일파인 반도 겐지(坂東源氏) 미나모토노 요리토모가 헤이시를 물리치고 도고쿠 땅에 가마쿠라 막부를 열고, 더욱이 고다이고 천황을 도와 반도 겐지의 닛타 요시사다·아시카가 다카우지가 반도 헤이시인 호조 씨가 장악한 가마쿠라 막부를 타도하고 새로운 중앙집권 체제(겐무 신정) 수립에 크게 공헌한 것, 나아가 가마쿠라 막부와 무로마치 막부, 에도 막부가 모두 반도 겐지의 정권(굳이 따지면 에도 막부는 반도 겐지인 것처럼 족보를 위조한 것이지만)이었던 점이 '도고쿠의 겐지, 사이고쿠의 헤이시'라고 단정하는 근거가 된 것으로 보인다. 이것은 일본에서 세이이타이쇼군을 둘러싸고 겐페이(源平)가 다툰다는 사상처럼 속설 수준에서 벗어나지 못하고 있다.

### 헤이케
무가 헤이시의 총칭으로서 다이라 씨의 이름을 떨친 것은 이세 헤이시 등 얼마 되지 않는다. 그 이세 헤이씨의 방류로서, 이른바 '헤이시 정권'을 수립한 다이라노 기요모리와 그 일족을 특히 구별해 「헤이케」(平家)라고 부른다. 다만 '헤이케'라는 말은 본래 수많은 헤이시 가운데서도 특정 집안 또는 집단을 가리킨 말에 지나지 않았고, 처음에는 간무 헤이시 가운데서도 '무가' 이세 헤이씨가 속한 다카모치 왕의 후손이 아니라 수도인 교토에서 문관으로서 활약하고 있던 다카무네 왕의 후손들을 가리키는 말이었다(《고단쇼江談抄》). 또한 헤이시 정권기에 접어 들어서도 기요모리의 일족 뿐 아니라 그들을 섬겼던 케닌(家人) · 가신들을 포함한 군사 · 정치 집단을 가리키는 용법으로도 쓰였기에, 이 경우의 '헤이케'에는 다이라 씨뿐 아니라 기요모리를 따랐던 후지와라 씨나 겐지의 무사들도 포함된다고 할 수 있다. 물론 본래의 '헤이케'인 다카무네 왕의 후손들은 메이지 유신까지 존속했으며, 그런 의미에서는 단노우라 전투 이후로도 '헤이케'는 존속하고 있었다고도 할 수 있다.
이에 비해 겐지는 '미나모토'라는 성을 자칭한 일족이 대부분이고 조정에서 문관으로서 활약했던 겐케(源家)도 많았기에, 통상 그들까지 모두 아우른다는 의미로 '겐지'라고 불렀고 '겐케'라는 단어는 별로 이용하지 않았다. 또한 다이라 씨는 미나모토 씨와 마찬가지로 천황의 계승권이 없는 자녀들에 대한 처우로서의 사성(賜姓)이지만, 천황의 손자 이하의 대에게도 다이라 씨를 내린 경우가 많아서 미나모토 씨보다 격이 낮다고 여겨지는 경향이 있다.

## 헤이시 일람

### 간무 헤이시

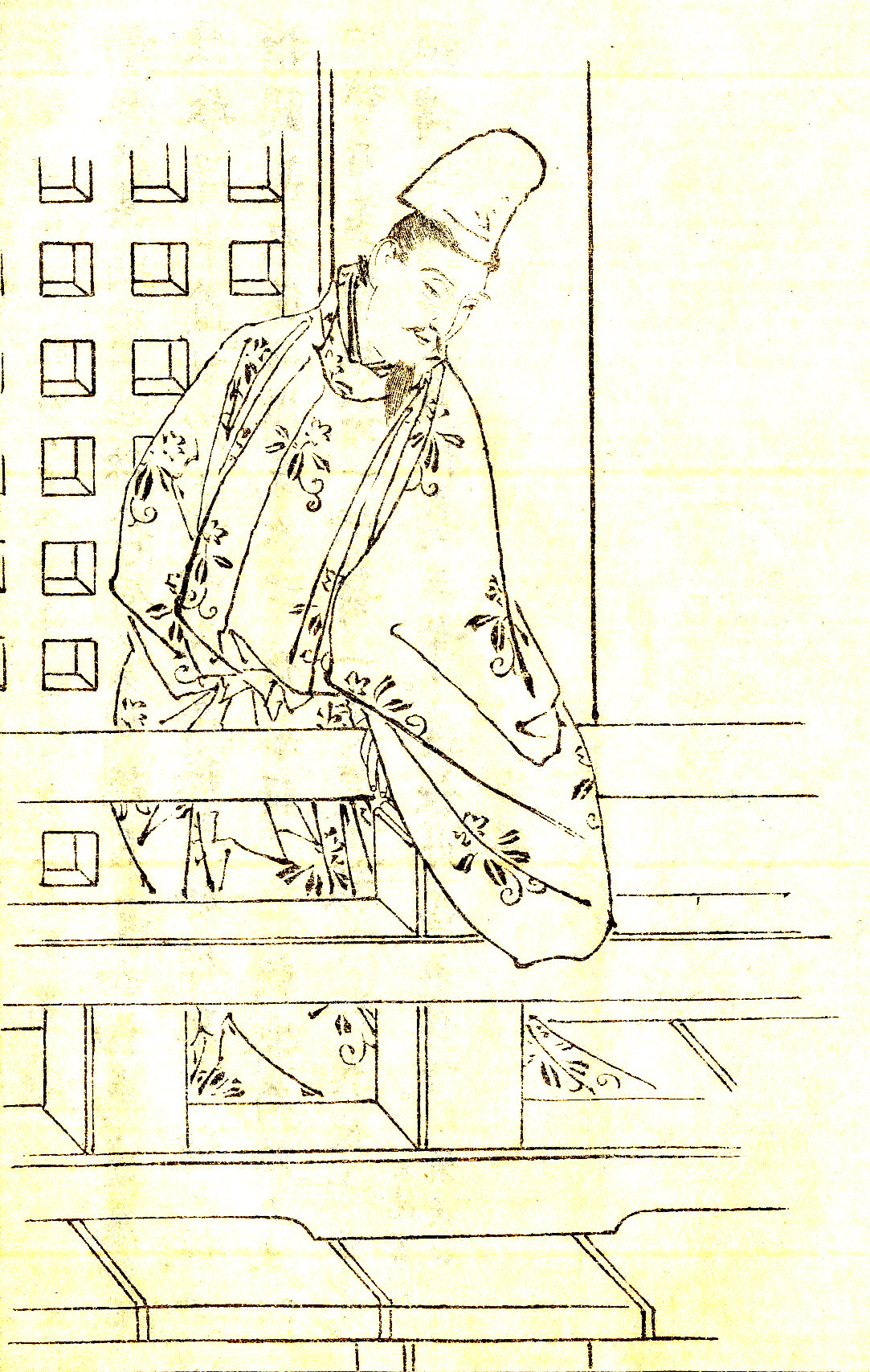
가즈라와라 친왕

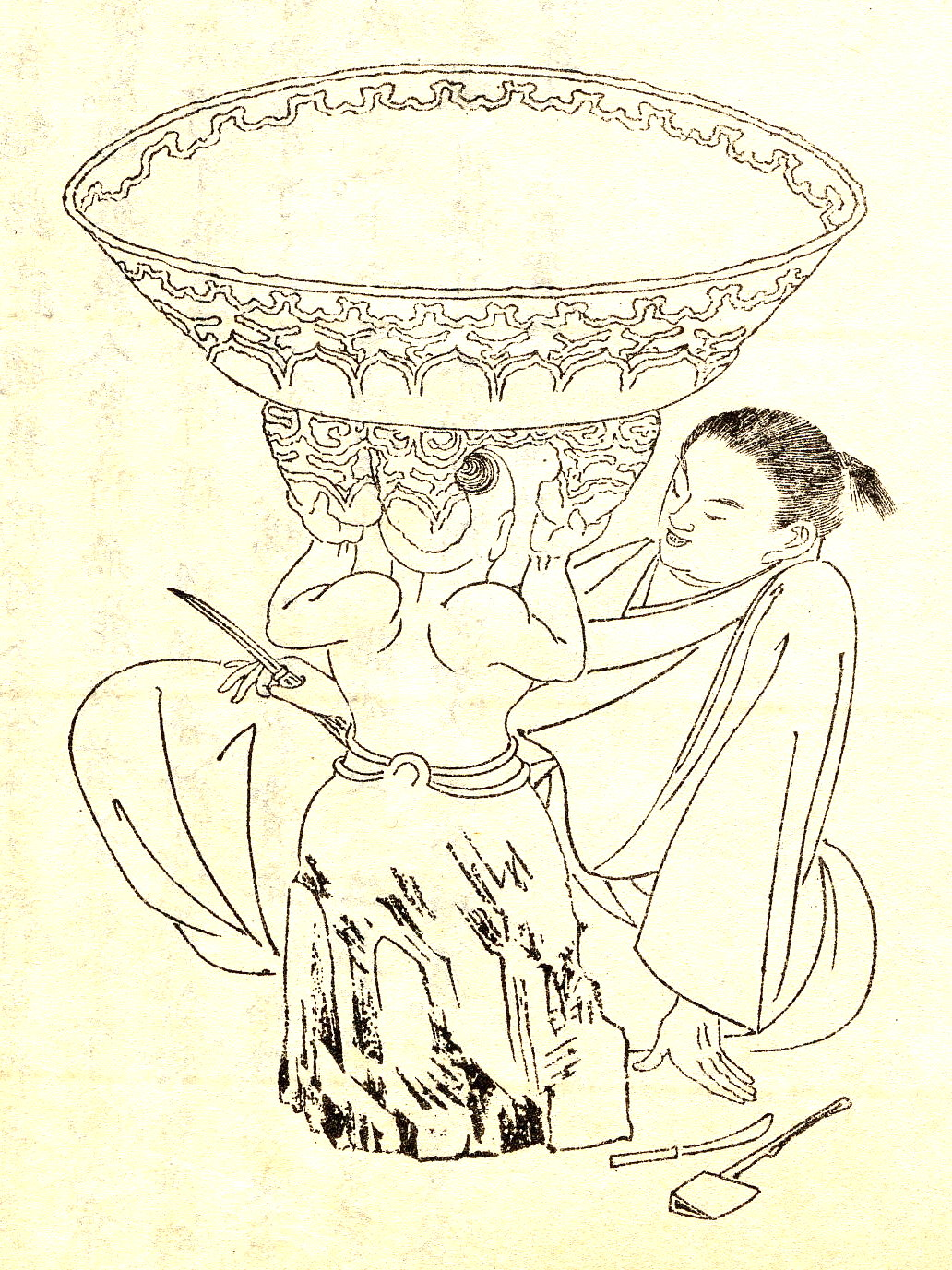
가야 친왕

50대 간무 천황(桓武天皇)의 아들 가즈라와라 친왕(葛原親王), 만다 친왕(万多親王)、나카노 친왕(仲野親王) 및 가야 친왕(賀陽親王)의 자손이다.
- 가즈라와라 친왕 계통(葛原親王流)

제3황자 가즈라와라 친왕의 후손이다.
- 다카무네 왕 계통(高棟王流)

가즈라와라 친왕의 맏아들인 다카무네 왕(高棟王)의 자손으로, 다카무네 왕은 덴초(天長) 2년(825년)에 다이라 성을 사성받아 '다이라노 다카무네(平高棟)가 되었다.
다카무네 왕의 후손들은 교토에 남아서, 헤이안 시대 말기 다이라노 기요모리의 정실이 된 다이라노 도키코(平時子)와, 그 동생으로 기요모리의 위세에 힘입어 정2위 곤노다이나곤(權大納言)까지 오른 다이라노 도키타다(平時忠), 이복 동생으로 고시라카와 천황의 비가 되어 다카쿠라 천황을 낳은 겐슌몬인(建春門院) 다이라노 시게코(平滋子) 등을 배출하였다. 도키타다는 단노우라 전투 뒤에 노토(能登)로 유배되어 몰락했지만, 도키다다의 동생이었던 지카무네(親宗)의 자손인 가라바시 가(唐橋家)나 숙부 노부노리(信範)의 자손인 니시토인 가(西洞院家)・안고인 가(安居院家)・가라스마루 가(烏丸家)는 가마쿠라 시대 이후에도 구게(公家)로서 존속하였다. 역사 이야기를 담은 《이마카가미》(今鏡)에 '일기의 집안(日記の家)'으로까지 소개될 정도로 《헤이키》(平記)・《효한키》(兵範記)를 비롯한 많은 고기록들을 남겼다. 에도 시대에는 니시토인 가와 함께 히라마쓰 가(平松家)・하세 가(長谷家)・가타노 가(交野家)・이시이 가(石井家) 등 다이라 계통의 다섯 집안이 도소케(堂上家)로 불렸다.
한편 도키타다의 아들인 도키쿠니(時國)의 자손이라 칭하는 집안이 노토반도(能登半島)에서 호농(豪農)이 되어 우에노 도키쿠니 가(上時國家), 시모노 도키쿠니 가(下時國家)로서 현재에 이르고 있다.
- 요시무네 왕 계통(善棟王流)

가즈라와라 친왕의 셋째 아들 요시무네 왕의 자손으로 요시무네 왕은 형인 다카무네 왕과 같은 해에 다이라 성을 사성받아 '다이라노 요시무네(平善棟)'가 되었다.
형인 다카무네나 동생인 다카미 왕(高見王)과는 달리 기록에 남은 자손을 두지 못했다.
- 다카모치 왕 계통(高望王流)

가즈라와라 친왕의 삼남인 다카미 왕(高見王)의 아들로, 다카모치 왕도 다이라 성을 사성받아 '다이라노 다카모치(平高望)'가 된 데서 비롯되었다.
다만 다카미 왕의 이름은 당대 사료에는 등장하지 않아서 계보에 대한 의문도 있다. 「望」과 「見」은 일본어에서는 모두 「미(み)」로 읽을 수 있는데, 간표(寛平) 원년(889년)에 황족 5명(개개인의 이름은 전해지지 않는)이 '다이라노 아손(平朝臣)'이라는 성을 사성받았다는 기록을 들어 다카모치 왕을 이 5명의 황족 가운데 한 사람으로 추정하기도 한다.
- 반도 헤이시

다카모치는 쇼타이(昌泰) 원년(898년)에 가즈사노스케로 임명되었다. 당시 일본에서 종친 귀족들이 고쿠시(國司)로 임명되는 경우 요임이라고 해서 직책만 받아 놓고 실제 부임지에는 가지 않은 채 교토에 머무르는 경우가 많았지만, 다카모치는 아들인 구니카(國香)・요시카네(良兼)・요시마사(良將)를 데리고 실제로 부임지로 낙향해 떠났고, 임기가 끝난 뒤에도 교토로 돌아오지 않았다. 다카모치의 아들인 구니카는 히타치의 다이죠(大掾), 요시마사는 진수부장군(鎭守府將軍)을 맡는 등 가즈사에서 히타치 국이나 시모우사 국에까지 세력을 넓혀 반도 땅에 무사단을 형성하고 도고쿠에서 '반도 헤이시'라고 불리는 무가 헤이시의 기반을 굳혔다고 평가받는다. 또한 다카모치 왕의 서자였던 요시후미(良文)도 그 뒤 반도로 내려왔는데, 요시후미의 자손은 각각 반도에서 가마쿠라 씨(鎌倉氏) · 미우라 씨(三浦氏) ・ 가즈사 씨(上総氏) · 도이 씨(土肥氏) ・ 지치부 씨(秩父氏) ・ 지바 씨(千葉氏) · 나가오 씨(長尾氏) 등의 무가가 되었다. 특히 반도 헤이시로서 요시후미의 자손을 반도 하치헤이시(坂東八平氏)라 불렀다.
- 이세 헤이시(헤이케)

구니카의 자손인 고레히라(維衡)에서 비롯된 일족이 이세 헤이시(伊勢平氏)이며, 특히 다이라노 마사모리(平正盛)의 계통(로쿠하라류六波羅流・로쿠하라케六波羅家)을 '헤이케(平家)'라 부른다. 마사모리의 아들인 다다모리(忠盛)가 처음으로 승전(昇殿)을 허락받고, 다다모리의 아들인 기요모리는 헤이시 정권을 수립하여 번영을 누렸으나, 단노우라 전투(壇ノ浦の戦い)에서 멸망하였다.
이밖에 고레히라의 자손으로는 무로마치 시대에 유력한 막부 신하였던 이세씨(伊勢氏)가 있는데, 13대 쇼군 아시카가 요시테루(足利義輝) 때 만도코로집사(政所執事)를 지낸 이세 사다타카(伊勢貞孝)는 막부 정치를 독점하다 미요시씨(三好氏)와 대립하여 전사하고, 사다타카 사후 이세씨는 힘을 잃었지만 에도 시대에 하타모토로서 이어졌다. 또한 이세씨의 방계인 이세 모리토키(伊勢盛時)는 이즈(伊豆) · 사가미(相模)를 평정하고 센고쿠 다이묘(戰國大名) 오다와라 호조씨(小田原北條氏)의 시조가 되었다.
- 헤이케의 도망자(落人)

단노우라 전투 이후 일본 각지에 흩어져 숨어 살았던 「헤이케의 도망자」(平家落人)의 자손을 자칭하는 무가는 오늘날 일본 전역에 널리 퍼져 있는데, 대표적으로 사쓰마(薩摩)의 다네가시마 씨(種子島氏)와 쓰시마(對馬)의 소 씨(宗氏), 오와리(尾張)의 오다씨(織田氏) 등을 들 수 있다. 이들은 진짜 다이라 씨의 자손이라기보다는 그 다이라 씨를 섬겼던 가신들의 후손이라고 불러야 옳지만(오다 씨에 대해서는 후지와라 씨라는 설도 있다) 앞서 말한 것처럼 고레히라류 이세 헤이시 즉 헤이케를 섬긴 가신들은 다이라 씨뿐 아니라 다른 성씨 출신의 사람까지 모두 일괄해서 '헤이케'라 부르기도 했다는 점에서 '헤이케의 도망자'라는 단어도 틀렸다고는 할 수 없다.
구마모토현(熊本県)의 고카노쇼(五家莊)이나 도야마현(富山縣)의 고카야마(五箇山) 등은 이들 헤이케의 도망자들이 숨어든 곳으로 전해진다. 이러한 헤이케의 '몰락 무사(落武者)' 및 그 가족, 부하들이 숨어들었다고 전하는 땅은 통칭 '헤이케타니(平家谷)'라 불린다.
무로마치 시대에 이르러 《헤이케 이야기》(平家物語)가 완성되고, 오늘날까지 널리 사랑받는 군담소설이 되었다.
- 만다 친왕 계통(万多親王流)

제9황자 만다 친왕의 후손이다.
조간(貞觀) 4년(862년)에 마사미 왕(正躬王)의 아들인 스미요 왕(住世王) 이하 12명이 다이라 성씨를 하사받고 신적강하했는데, 그 뒤 마사유키 왕(正行王)의 아들 세 사람과 오카제 왕(雄風王)의 아들 두 사람도 다이라 성을 하사받았다.
- 나카노 친왕 계통(仲野親王流)

제12황자 나카노 친왕의 후손이다.
나카노 친왕의 아들인 모치요 왕(茂世王)・도시요 왕(利世王)・고레요 왕(惟世王) 등이 '다이라노 아손(平朝臣)'이라는 가바네를 사성받고 신적강하하여 성립된 씨족이다.
- 가야 친왕 계통(賀陽親王流)

제10황자 가야 친왕의 후손이다.
간교(元慶) 2년(878년)에 가야 친왕의 여섯째 아들인 도시모토 왕(利基王)의 아들 기요유키 왕(潔行王)이 다이라 성을 사성받아 '다이라노 기요유키'(平潔行)가 되었다.

### 닌묘 헤이시
54대 닌묘 천황(仁明天皇)의 손자인 마사모치 왕(雅望王), 유키타다 왕(行忠王) 및 고레토키 왕(惟時王)의 자손이다.
「닌묘 천황의 아들인 모토야스 친왕(本康親王)의 자손이 '다이라노 아손(平朝臣)'을 사성받아 신적강하한 데서 성립된 씨족」을 닌묘 헤이시(仁明平氏)라 정의하는 문헌도 있지만, 모토야스 친왕의 아들 가운데 미나모토노 가네히토(源兼仁)・미나모토노 도모노리(源朝憲)・미나모토노 야스모치(源保望) 등처럼 '미나모토노 아손(源朝臣)'을 사성받아 닌묘 겐지(仁明源氏)가 된 자들도 있어서, 정확하게는 모토야스 친왕의 자손 가운데서도 마사모치 왕・유키타다 왕・고레토키 왕의 자손만을 닌묘 헤이시라 한다.

### 몬토쿠 헤이시
55대 몬토쿠 천황(文徳天皇)의 아들이었던 고레히코 친왕(惟彦親王)의 자손이다.

### 고코 헤이시
58대 고코 천황(光孝天皇)의 손자인 시키센 왕(式膽王), 고가 왕(興我王) 및 다다모치 왕(忠望王)의 자손이다.
「고코 천황의 아들 고레타다 친왕(是忠親王)의 자손이 '다이라노 아손'을 사성받아 신적강하한 데서 성립된 씨족」을 고코 헤이시로 정의한 문헌도 있지만, 고레타다 친왕의 자손은 이밖에도 미나모토노 야스히사(源康尙, 미나모토노 야스유키源康行의 아들로 할아버지 에이가 왕英我王은 고레타다 친왕의 아들)처럼 '미나모토노 아손'을 사성받아 고코 겐지(光孝源氏)라 칭한 자도 있는 데서, 정확히는 시키센 왕・고가 왕・다다모치 왕의 자손들을 고코 헤이시로 볼 수 있다. 또한 다이라노 다카무네의 손자인 다이라노 나카키(平中興)는 고레타다 친왕의 아들 다다모치 왕의 양자가 되어, 혈통으로는 다카모치 왕의 후손이지만 나카키의 자손도 고코 헤이시로 분류된다. 따라서 나카키의 아들인 다이라노 모토나리(平元規)도 고코 헤이시에 속한다.

## 같이 보기
- 일본 이름
- 다이라노 마사카도